# Kazimierz Ostaszewski-Barański

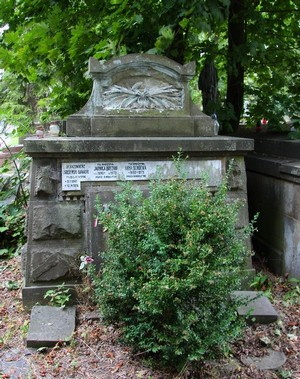
Nagrobek Kazimierza Ostaszewskiego-Barańskiego

Kazimierz Piotr Ostaszewski-Barański (ur. 11 stycznia 1862 w Jeziernie, zm. 12 kwietnia 1913 we Lwowie) – polski dziennikarz i pisarz historyczny.

## Życiorys
Był synem Kajetana Ostoja-Ostaszewskiego i Domiceli Barańskiej. Po ukończeniu gimnazjum im. Franciszka Józefa we Lwowie studiował prawo na Wydziale Prawa Uniwersytetu Lwowskiego, gdzie w 1889 uzyskał doktorat.
Jako student nadsyłał do lwowskiej "Gazety Narodowej” korespondencje, zatytułowane Kroniki Wiedeńskie. W wieku 23 lat nabył połowę udziałów spółki wydającej „Dziennik Polski” i został redaktorem naczelnym tego dziennika. W 1886 kupił drukarnię Karola Budweisera. W 1886 wydał pierwszą książkę: “Z okien wagonu. Wrażenia z podróży po Skandynawii”.
Jego dorobek obejmuje opracowania historyczne, w tym “Krwawy rok (1846)”, w którym wykazał, że "rzeź galicyjską wywołała biurokracja austriacka" oraz opowiadanie “Rok złudzeń (1848)”. Napisał biografię polityka galicyjskiego, zatytułowaną “Wacław Michał Zaleski (1799-1849)”, pionierską dla historii Galicji przedautonomicznej monografię źródłową, zachowującą nadal wartość naukową. Opublikował szereg książek o charakterze reportażowym poświęconych m.in. Dalmacji, Styrii, Karyntii, Czechom, Słowacji i Morawom.
Należał do założycieli pierwszego w kraju Towarzystwa Dziennikarzy Polskich, powołanego do życia we Lwowie w 1893 i był jego wieloletnim sekretarzem. Był także wiceprezesem Związku Dziennikarzy w Austrii. Cieszył się dużą popularnością w kręgach dziennikarskich Austro-Węgier.
Z małżeństwa z Wandą Marią z Miałkowskich  miał trzy córki: Marię (1886-1889), Annę Ochocką (1891-1973) i Jadwigę Brezany (1890-1972). Jego bratanicą była znana nauczycielka historii w Warszawie, Irena Porębska.
Pochowany został we Lwowie na cmentarzu Łyczakowskim.
Jego bratem był Bronisław Ostaszewski, adwokat, doktor prawa, major Wojska Polskiego, inicjator i twórca Związku Oficerów Rezerwy Ziem Południowo-Wschodnich we Lwowie.